# تقييم الدخل المتبقي
تقييم الدخل المتبقي (RIV؛ أيضًا، نموذج الدخل المتبقي وطريقة الدخل المتبقي، RIM) هو نهج تقييم الأسهم العادية يحسب رسميًا تكلفة رأس المال السهمي. هنا، تعني كلمة "المتبقي" ما يزيد عن أي تكاليف فرصة مقاسة بالنسبة للقيمة الدفترية لحقوق المساهمين؛ الدخل المتبقي (RI) هو الدخل الناتج عن الشركة بعد حساب التكلفة الحقيقية لرأس المال. يشبه هذا النهج إلى حد كبير النهج القائم على EVA/MVA، مع منطق ومزايا مماثلة. تعود أصول تقييم الدخل المتبقي إلى إدواردز وبيل (1961)، وبيزنيل (1982)، وأولسون (1995).

## المفهوم
والفكرة الأساسية هي أن المستثمرين يحتاجون إلى معدل العائد من مواردهم - أي أسهم رأس المال - تحت سيطرة إدارة الشركة، وتعويضهم عن تكلفة الفرصة البديلة والمحاسبة عن مستوى المخاطر الناتجة. معدل العائد هذا هو تكلفة حقوق الملكية، ويجب طرح تكلفة حقوق الملكية الرسمية من صافي الدخل. وبالتالي، لخلق قيمة حقوق المساهمين ، يجب على الإدارة توليد عوائد لا تقل عن هذه التكلفة. وبالتالي، على الرغم من أن الشركة قد تعلن عن ربح في بيان الدخل الخاص بها، إلا أنها قد تكون في الواقع غير مربحة اقتصاديًا؛
انظر الربح الاقتصادي . وبالتالي فمن الممكن أن تكون القيمة التي تعتبر إيجابية باستخدام نهج تدفق نقدي مخصوم (DCF) سلبية هنا. وبالتالي فإن التقييم القائم على RI يعد مكملاً قيمًا للتقنيات التقليدية.

## حساب الدخل المتبقي
عادة ما يتم حساب تكلفة حقوق الملكية باستخدام نموذج تقييم الأصول الرأسمالية، على الرغم من استخدام أساليب أخرى مثل نظرية التسعير بالمراجحة أيضًا. ومن ثم فإن رسوم العملة التي سيتم خصمها تكون ببساطة
رسوم حقوق الملكية = رأس مال حقوق الملكية × تكلفة حقوق الملكية،
و
الدخل المتبقي = صافي الدخل − رسوم حقوق الملكية.

## صيغة التقييم
باستخدام نهج الدخل المتبقي، يمكن حساب قيمة أسهم الشركة كمجموع قيمتها الدفترية والقيمة الحالية للدخل المتبقي المتوقع في المستقبل، مخصومة على تكلفة حقوق الملكية.
𝑟
، مما أدى إلى الصيغة العامة:
{\displaystyle V_{0}=BV_{0}+\sum _{t=1}^{\infty }{RI_{t} \over (1+r)^{t}}}
هنا قد تكون هناك حاجة إلى تعديلات مختلفة على القيمة الدفترية للميزانية العمومية؛ راجع محاسبة الفائض النظيف.
عادة، سيتم تطبيق الصيغة المذكورة أعلاه بحيث يفترض أن الشركة تحقق النضج، أو "النمو المستمر". (لاحظ أن القيمة ستبقى كما هي: الضبط هو جهاز "تصغير"). هنا، يستخدم المحللون عادة نموذج النمو الدائم لحساب القيمة النهائية (قيمة متبقية) المقابلة (على الرغم من تطبيق أساليب مختلفة وأكثر رسمية أيضًا). ثم، بافتراض النمو "الثابت" على المدى الطويل
𝑔
  من سنة
𝑚
، القيمة النهائية هي
{\displaystyle T_{m}={RI_{m} \over (r-g)}}
و قيمة RI ستكون:
{\displaystyle V_{0}=BV_{0}+\sum _{t=1}^{m-1}{RI_{t} \over (1+r)^{t}}+{T_{m} \over (1+r)^{m-1}}}

## المقارنة مع طرق التقييم الأخرى
كما يتبين، فإن صيغة تقييم الدخل المتبقي تشبه نموذج خصم الأرباح (DDM) (ونماذج تقييم التدفقات النقدية المخصومة الأخرى (DCF)، حيث تحل محل الأرباح المتبقية المستقبلية مدفوعات توزيعات الأرباح (أو النقدية المجانية) (والتكلفة حقوق الملكية للمتوسط المرجح لتكلفة رأس المال).
ومع ذلك، فإن النهج القائم على RI هو الأكثر ملاءمة عندما لا تدفع الشركة أرباحًا أو تظهر نمط أرباح غير متوقع، و/أو عندما يكون لديها تدفق نقدي حر سلبي لسنوات عديدة، ولكن من المتوقع أن تولد تدفقًا نقديًا إيجابيًا في مرحلة ما في المستقبل. علاوة على ذلك، يتم الاعتراف بالقيمة في وقت سابق بموجب نهج ري، حيث يتم الاعتراف بجزء كبير من القيمة الجوهرية للسهم على الفور - القيمة الدفترية الحالية للسهم - وبالتالي تكون تقييمات الدخل المتبقية أقل حساسية للقيمة النهائية.
في الوقت نفسه، بالإضافة إلى الاعتبارات المحاسبية المذكورة أعلاه، لن يتم تطبيق نهج RI بشكل عام إذا كانت هناك تغييرات متوقعة في الأسهم القائمة أو إذا كانت الشركة تخطط لجلب المساهمين "الجدد" الذين يحصلون على فائدة صافية من مساهماتهم في رأس المال .
على الرغم من أن قيمة النشاط الاقتصادي (EVA) تشبه الدخل المتبقي، إلا أنه ستكون هناك اختلافات تقنية بين قيمة النشاط الاقتصادي (EVA) وقيمة RI، وعلى وجه التحديد، توصي شركة Stern Stewart & Co، منشئو قيمة النشاط الاقتصادي (EVA)، بعدد كبير إلى حد ما من التعديلات على NOPAT قبل تطبيق المنهجية.

## الروابط الخارجية والإشارات

### الإشارات الأساسية
- إدواردز، إيه او وبيل، بي دبليو (1961). "نظرية وقياس دخل الأعمال" ، جامعة كاليفورنيا الطباعة ، بيركلي و لوس أنجلوس ، 1961.  (ردمك 0520003764)(إس بي إن)  0520003764
- ماغني، سي.أ. (2009). "تقسيم القيمة: مراجعة حرجة لنظريات الدخل المتبقية". المجلة الأوروبية للبحوث التشغيلية، 198 (1) (أكتوبر) ، 1-22.
- أوهلسون ، جي. "الربح والقيم الكتب والإفراطات في تقييم الأسهم" أبحاث المحاسبة المعاصرة 11 (ربيع) ، 1995.
- بيزنيل، ك.في. (1982). "بعض العلاقات الرسمية بين القيم الاقتصادية والإيرادات والأرقام المحاسبية". مجلة التمويل والحساب التجاري، جلد 9، رقم 3، ص. 361–381.

### الإشارات الأخرى
- تقييم الشركة باستخدام طريقة الدخل المتبقية إنفستوبيديا
- نموذج تقييم الدخل المتبقي ftsmodules.com
- طرق تقييم الدخل المتبقية الثلاث وتقييم تدفقات النقد المخصومة، بابلو فرنانديز، جامعة نافارا - كلية إيزي إيه إيه إيسكلية إدارة الأعمال
- تقييم الدخل المتبقي: المشاكل نسخة محفوظة 12 أغسطس 2017 على موقع واي باك مشين. جيمس أ. أوهلسون، كلية ستيرن للأعمال، جامعة نيويورك
- دراسة حول تقييم الدخل المتبقي وتقييم القيمة المضافة كنت سكوجسفيك، كلية ستوكهولم للاقتصادمدرسة ستوكهولم للاقتصاد

قالب:Corporate finance and investment banking